# Anatoxine (cyanotoxine)
Pour l’article homonyme, voir anatoxine.
Les anatoxines sont des cyanotoxines de types alcaloïdes et démontrant des effets neurotoxiques. Elles sont des amines secondaires bi-cycliques possédant un groupement cétone. Les différentes variantes se distinguent par la présence ou non d’une double liaison sur le cycle et de la substitution au niveau du groupement cétone. La figure et le tableau suivants présentent trois structures générales des anatoxines ainsi que les différences structurelles possibles.
- Groupe 1
- Groupe 2
- Groupe 3

| Groupe | R1   | R2   | R3 | Toxine                        |
| ------ | ---- | ---- | -- | ----------------------------- |
| 1      | CH3  | H    | H  | Anatoxine-a                   |
| 1      | C2H5 | H    | H  | Homoanatoxine-a               |
| 1      | C2H5 | OH   | H  | 4S-hydrohomoanatoxine-a       |
| 1      | C2H5 | H    | OH | 4R-hydrohomoanatoxine-a       |
| 1      | C2H5 | H    | H  | Cétohomoanatoxine-a           |
| 2      | CH3  | H    |    | Dihydroanatoxine-a            |
| 2      | C2H5 | H    |    | Dihydrohomoanatoxine-a        |
| 2      | C2H5 | OCH3 |    | Dihydrométhoxyhomoanatoxine-a |
| 3      | CH3  |      |    | Époxyanatoxine-a              |
| 3      | C2H5 |      |    | Époxyhomoanatoxine-a          |

Groupe 1
Groupe 2
Groupe 3

Les anatoxines les plus connues à ce jour sont l’anatoxine-a et l’homoanatoxine-a qui possèdent respectivement une masse moléculaire de 165 et 179 Da. Ces molécules, ainsi que leurs dérivés, sont solubles dans l’eau et elles subissent une dégradation rapide, lorsque soumises à la lumière du soleil, générant plusieurs sous-produits.
Une molécule, qui n’est pas apparentée à la structure chimique de l’anatoxine-a, a été nommée anatoxine-a(S) car elle présente les mêmes symptômes que l’anatoxine-a chez l’organisme infecté. La notation (S) fait référence au fait qu’elle provoque une salivation excessive. Sa structure chimique, qui est apparentée aux pesticides organophosphorés, est un ester phosphate d’une N-hydroxyguanine cyclique. La masse moléculaire de cette cyanotoxine est de 252 Da. Aucune variante n’a été détectée jusqu’ici car elle survient rarement et elle est plutôt instable. La figure suivante présente la structure chimique de l’anatoxine-a(S).

Structure moléculaire de l’anatoxine-a(S).

## Toxicité
L’anatoxine-a est un agoniste qui se lie de façon irréversible aux récepteurs d’acétylcholine au niveau des neurones et des jonctions neuromusculaires. Ceci provoque une dépolarisation continuelle qui bloque les influx nerveux et amène une paralysie des muscles respiratoires, résultant en l’asphyxie du sujet contaminé. L’homoanatoxine-a et l’anatoxine-a(S) engendrent le même résultat avec des mécanismes d’action différents. 
L’anatoxine-a(S) est un inhibiteur de l’acétylcholinestérase, enzyme qui dégrade l’acétylcholine qui se lie au récepteur des neurones et des jonctions neuromusculaires. Ce mécanisme d’action est typique des insecticides organophosphorés.